# Витченко, Александр Михайлович
Александр Михайлович Витченко (25 ноября 1926, с. Анастасиевка Матвеево-Курганского района Ростовской области — 30 августа 1990, Саратов) — советский учёный-правовед, кандидат юридических наук, доцент кафедры теории государства и права Саратовского юридического института имени Д. И. Курского, специалист по теории государства и права. Участник Великой Отечественной войны.

## Биография
Александр Михайлович Витченко родился в селе Анастасиевка Матвеево-Курганского районе Ростовской области 25 ноября 1926 года.
Участвовал в Великой Отечественной войне. На фронт призван Саратовским РВК. Воевал в составе 5-й штурмовой инженерно-сапёрной бригады. Войну закончил в звании сержанта.
После войны поступил в Саратовский юридический институт имени Д. И. Курского, который окончил в 1950 году.
С 1950 по 1990 год — преподаватель, доцент кафедры теории государства и права Саратовского юридического института имени Д. И. Курского.
В 1969 году защитил диссертацию на соискание учёной степени кандидата юридических наук на тему «Метод правового регулирования социалистических общественных отношений».
Умер 30 августа 1990 года от сердечного приступа в городе Саратове.

## Научная деятельность
В сферу научных интересов А. М. Витченко входило изучение проблем государства и права, предмет и метод правового регулирования и другие. Так, в 1974 году последний опубликовал получившую широкое признание научной общественности монографию «Метод правового регулирования социалистических общественных отношений», на которую ссылаются и цитируют в научных работах до настоящего времени.
Вел работу над докторской диссертацией на тему «Пределы осуществления государственной власти», однако в связи со смертью не успел защитить.
За годы трудовой деятельности им было опубликовано более 50 научных работ, среди которых несколько монографий и учебных пособий. Активно публиковался в таких ведущих научных журналах, как «Правоведение», «Советское государство и право » и других.

## Основные публикации

### Монографии, учебные пособия
- Байтин М. И., Борисов В. В., Витченко А. М., Загрядский Г. В., Макаревич Н. С., Матузов Н. И. Учебно-методическое пособие по теории государства и права / Под ред. М. И. Байтина, В. В. Борисова. — Саратов: Издательство СГУ, 1971. — 80 с.
- Витченко А. М. Метод правового регулирования социалистических общественных отношений / Под ред. М. И. Байтина. — Саратов: Издательство СГУ, 1974. — 160 с.
- Витченко А. М. Теоретические проблемы исследования государственной власти / Под ред. О. О. Миронова. — Саратов: Издательство СГУ, 1982. — 196 с.

### Статьи
- Байтин М. И., Витченко А. М., Матузов Н. И., Радько Т. Н., Смирнов Б. Н. Кулажников М. Н. Теория государства и права. Библиография. 1954—1964 гг. Ростов-на-Дону: Изд-во Рост. ин-та, 1964. — 220 с. (Рецензия) // Правоведение : научный журнал. — 1966. — № 1. — С. 142—145.
- Байтин М. И., Борисов В. В., Витченко А. М., Матузов Н. И., Шабалин В. А. Марксистско-ленинская общая теория государства и права. Основные институты и понятия. — М.: Юрид. лит., 1970. — 624 с. (Рецензия) // Советское государство и право : научный журнал. — 1971. — № 6. — С. 141—143.
- Байтин М. И., Борисов В. В., Витченко А. М., Григорьев Ф. А., Матузов Н. И. Марксистско-ленинская общая теория государства и права. Социалистическое право. — М.: Юрид. лит., 1973. — 647 с. (Рецензия) // Советское государство и право : научный журнал. — 1974. — № 4. — С. 141—144.

## Награды
- Орден Отечественной войны II степени
- Медаль «За победу над Германией в Великой Отечественной войне 1941—1945 гг.»
- Медаль «За победу над Японией»